# Luis Núñez
Luis Alejandro Núñez López (ur. 3 maja 1980 w San Lorenzo) – paragwajski piłkarz występujący na pozycji pomocnika.

## Kariera klubowa
Núñez jest wychowankiem drużyny Sportivo Luqueño z siedzibą w mieście Luque. W jej barwach zadebiutował w paragwajskiej Primera División jako dwudziestolatek i szybko wywalczył sobie miejsce w wyjściowej jedenastce. W 2001 roku zdobył ze swoim klubem tytuł wicemistrzowski jako podstawowy zawodnik klubu. Jego zespół na ogół bronił się jednak przed spadkiem z najwyższej klasy rozgrywkowej i zwykle nie notował poważniejszych osiągnięć. W połowie 2006 roku został wypożyczony na sześć miesięcy do boliwijskiego The Strongest, za to w styczniu 2007 powrócił do ojczyzny, podpisując umowę z 12 de Octubre.
Latem 2007 Núñez powrócił do Sportivo Luqueño i jeszcze w tym samym sezonie pomógł mu osiągnąć kolejne wicemistrzostwo Paragwaju. Rozgrywki 2009 spędził w drużynie Club Guaraní z siedzibą w stołecznym Asunción, za to w latach 2010–2011 reprezentował barwy nisko notowanego Club Tacuary. Jesienią 2011 występował w drugoligowym Sportivo San Lorenzo ze swojego rodzinnego miasta.

## Kariera reprezentacyjna
W 2001 roku Núñez został powołany przez selekcjonera Sergio Markariána do seniorskiej reprezentacji Paragwaju na turniej Copa América, gdzie jego kadra odpadła w fazie grupowej, a on sam nie wystąpił w ani jednego meczu. Na debiut w reprezentacji musiał czekać aż do 2005 roku, a ogółem swój bilans w barwach narodowych zamknął na dwóch rozegranych spotkaniach.